# Metz-Tessy
Metz-Tessy este o comună în departamentul Haute-Savoie din sud-estul Franței. În 2009 avea o populație de 2.594 de locuitori.

## Evoluția populației
| An        | 1975 | 1982 | 1990  | 1999  | 2006  | 2009  |
| --------- | ---- | ---- | ----- | ----- | ----- | ----- |
| Populație | 674  | 980  | 1.411 | 2.009 | 2.431 | 2.594 |